# Săveni (gmina)
Săveni – gmina w Rumunii, w okręgu Jałomica. Obejmuje miejscowości Frățilești i Săveni. W 2011 roku liczyła 3276 mieszkańców. 